# Hoắc Nguyên Giáp
Hoắc Nguyên Giáp (霍元甲, 1868-1910), tự Tuấn Khanh (俊卿) là một danh gia võ thuật Trung Quốc. Ông là người đã sáng lập ra Tinh Võ Thể dục Hội, một tổ chức võ thuật nhằm hệ thống hóa và phổ biến rộng rãi võ thuật truyền thống Trung Quốc.

## Thân thế
Hoắc Nguyên Giáp sinh ngày 18 tháng 1 năm 1868 tại huyện Tĩnh Hải, Thiên Tân, Trung Quốc, là người con thứ 4 trong 10 người con của một gia đình nghèo tại Tảo Viên lý. Cha ông, Hoắc Ân Đệ, vốn là người huyện Đông Quang, tỉnh Hà Bắc, di cư đến huyện Tĩnh Hải, tỉnh Trực Lệ (nay là thành phố Thiên Tân). Dù sinh kế chính là nghề nông, tuy nhiên thời trẻ Hoắc Ân Đệ từng có thời gian luyện tập Mê Tung quyền, nên thỉnh thoảng ông cũng nhận lời tham gia bảo tiêu các chuyến buôn hàng đến Mãn Châu Lý và ngược lại. Mặc dù sinh ra trong một gia đình có truyền thống võ nghệ, nhưng từ thuở ấu niên Hoắc Nguyên Giáp thân thể yếu nhược, bệnh tật liên miên. Điều này có thể đã ảnh hưởng đến sức khỏe và tuổi thọ ngắn ngủi của ông sau này.

## Nhất đại tôn sư
Do uy tín từ nghề bảo tiêu, Hoắc Ân Đệ về sau mở võ đường dạy võ cho con em trong làng, truyền dạy Mê Tung quyền. Do lo ngại ông có thể chất kém (Hoắc Nguyên Giáp bị bệnh hen suyễn mãn tính và sốt vàng da) và cho rằng ông không có được thiên chất võ thuật, nên cha Hoắc Nguyên Giáp thường hạn chế ông tập luyện võ thuật. Mặc dù vậy, bản tính đam mê võ thuật, Hoắc vẫn thường xuyên bí mật theo dõi các buổi dạy của cha mình và kiên trì khổ luyện một mình, bất chấp thể tạng bệnh tật đau yếu.
Năm 1890, một võ sĩ từ Hà Nam đến Hoắc gia và tỉ thí với một người anh của Hoắc. Người này dễ dàng đánh bại anh trai Hoắc, và trước sự ngạc nhiên của gia đình, Hoắc xin được ra thi đấu. Mọi người bất ngờ khi thấy Hoắc lại dễ dàng đánh bại võ sĩ Hà Nam. Với chiến thắng này, Hoắc chứng tỏ được với cha là ông hoàn toàn có thiên tư về võ thuật. Cha ông cuối cùng cũng đồng ý cho Hoắc tham gia tập luyện như một môn sinh chân truyền. Danh tiếng của Hoắc ngày càng vang xa khi ông đả bại toàn bộ các võ sư khắp nơi đến tỉ thí khi còn rất trẻ.
Cũng như cha mình, Hoắc cũng bắt đầu tham gia vào nghề bảo tiêu và càng nổi danh hơn khi nhiều lần đánh bại các toán cướp hàng. Hoắc bắt đầu có một nguồn thu nhập khá, đủ để ông chuyển đến sống ở thành phố Thiên Tân năm 1896 và sống ở đó cho đến cuối đời.
Trong những năm cuối thế kỷ 19, ngoài việc Trung Quốc bị các cường quốc qua phân, các võ sĩ phương Tây và Nhật Bản cũng thừa dịp đứng ra thách đấu với các võ sư người Hoa và đa số giành chiến thắng trước những võ sư Trung Quốc. Trong số những kẻ đứng ra khiêu chiến giới võ thuật Trung Hoa có người đã đề tặng bốn chữ "Đông Á bệnh phu" (Người bệnh Đông Á) mang đầy ý nghĩa chế nhạo lẫn khiêu khích các võ sĩ người Hoa khiến họ cảm thấy rất nhục nhã.
Qua việc võ sư Hoắc Nguyên Giáp chiến thắng trong một số trận đấu tiêu biểu với người nước ngoài, võ lâm Trung Hoa dần dần lấy lại danh dự và ông được tôn là người giỏi nhất Thiên Tân. Hoắc nhanh chóng trở thành một huyền thoại trong giới võ thuật Trung Quốc. Nhiều giai thoại được gán cho ông như một biểu hiện của lòng tự hào dân tộc của người Trung Quốc trong thời kỳ Thanh mạt.

## Thành lập Tinh Võ thể dục Hội
Hoắc liên kết với một số võ sư người Hoa yêu nước thành lập Hội Võ thuật Tinh Võ (Tinh Võ Môn 精武門) vào năm 1909 với mục đích rèn luyện sức khỏe và võ thuật tự vệ cho mọi người và được thanh thiếu niên Trung Hoa nhiệt tình hưởng ứng. 

Lý Liên Kiệt trong phim Hoắc Nguyên Giáp

Vượt thoát khỏi sự ràng buộc của nghi lễ, sự tầm sư học đạo rất khó khăn trong các môn quyền thuật trước đây, Tinh Võ Thể dục Hội đã lần đầu tiên trong lịch sử võ thuật Trung Hoa phổ biến võ thuật tới đại chúng.

## Cái chết
Theo các tài liệu đáng tin cậy, trong những năm cuối đời, ngoài bệnh hen suyễn mãn tính và sốt vàng da, Hoắc còn mắc bệnh lao, một chứng bệnh nan y thời bấy giờ. Theo Trần Công Triết, một đệ tử của Hoắc, thì chỉ sau vài tháng thành lập Hội Tinh Võ, Hoắc bắt đầu ho ra máu. Các thầy thuốc Trung y đã kê cho ông nhiều toa thuốc khác nhau, nhưng sức khỏe của Hoắc tiếp tục xấu đi. Dù cuối cùng ông vẫn phải vào Bệnh viện Chữ thập đỏ Thượng Hải để chữa trị, nhưng ông vẫn không thể qua khỏi và qua đời hai tuần sau đó.
Việc Hoắc bất ngờ qua đời ngày 9 tháng 8 năm 1910 đã làm phát sinh nhiều giai thoại cho rằng ông bị hạ độc thủ bởi sự ganh ghét của các võ sư nước ngoài. 
Một trong những giai thoại phổ biến nhất căn cứ vào sự kiện trước khi chết, Hoắc từng tham gia thi đấu với các võ sĩ Judo Nhật Bản và có đả thương vài người trong số họ. Về sau, khi chính Hoắc bị ho ra máu, chính giáo đầu của các võ sĩ này lại giới thiệu Hoắc đến khám tại một bác sĩ Nhật Bản nhưng ông đã từ chối.
Năm 1989, Hoắc được cải táng. Một số thông tin cho rằng đã phát hiện các dấu tích của việc nhiễm độc thạch tín trên hài cốt. Tuy nhiên, điều này cũng không thể khẳng định được cái chết của ông là do ám sát bằng cách đầu độc. Đơn giản là Arsenic trioxide trong Trung y cũng được xem như một thành phần trong các bài thuốc Trung y cổ truyền mà rất có thể Hoắc đã sử dụng trong một thời gian rất dài để điều trị các chứng bệnh của mình.

## Di sản
Hoắc Nguyên Giáp mất đi lúc ông chỉ mới ở tuổi 42, nhưng các đệ tử của ông vẫn kế thừa và phát huy sức mạnh cũng như tinh thần võ học vốn có của phái Tinh Võ, họ luôn ghi nhớ lời dạy của thầy:
 
"Học võ là học đạo, trước tiên là đạo làm người, học võ còn để rèn luyện thân thể, lấy "dục thể, dục trí, dục đức" làm mục đích phấn đấu, bất luận trong mọi hoàn cảnh tinh thần thượng võ phải được tôn trọng. Người biết võ nên đóng góp công sức vào những việc ích nước lợi dân. Người giỏi võ mà kém trí đức chỉ là hạng võ biền hại người hại mình."..